# Junge Löwen
Die Jungen Löwen waren eine politische Partei in Winterthur. Die Jugendpartei sass von 1966 bis 1974 im Winterthurer Gemeindeparlament.

## Geschichte
Die Jungen Löwen wurden als Antwort auf das überalterte Winterthurer Parlament – das damalige Durchschnittsalter betrug 55 Jahre – gegründet und traten 1966 erstmals zu den Wahlen in den Grossen Gemeinderat an. Sie eroberten dabei auf Anhieb zwei Sitze, und der 24-jährige Manfred Stahel, Gründer des Jugendhauses Winterthur und heutiger Gemeindepräsident von Neftenbach, wurde jüngster Gemeindeparlamentarier der Schweiz.
Die Jungen Löwen vertraten eine autonome Politik, die sich unabhängig von den politischen Lagern bewegte. Zu Beginn hatten sie einen Ruf als «enfants terribles», doch dieser wandelte sich im Lauf der Zeit. Sie präsentierten 1968 ein Aktionsprogramm zur Zentralisierung der Stadtverwaltung in einem Hochhaus. Dieser Vorschlag konnte sich zwar nicht durchsetzen, aber es wurde ein Gegenvorschlag zur Zusammenlegung von stark vom Publikumsverkehr betroffenen Behörden beim Obertor vom Volk angenommen. Die 1970 geschaffene Stelle für Gemeinwesenarbeit geht ebenfalls auf einen politischen Vorstoss von Manfred Stahel im Jahr 1967 zurück.
Bei den Wahlen 1970 konnten die Jungen Löwen ihren Sitzanteil verdoppeln und vier von 60 Sitzen neu besetzen. Auch andere Parteien hatten auf den Erfolg der Jungen Löwen reagiert: Es fanden sich auch vermehrt jüngere Kandidaten in deren Reihen, einer davon war der spätere SP-Stadtpräsident Ernst Wohlwend, der 1971 als 23-Jähriger in den Gemeinderat nachrückte. 1974 trat die Partei nicht mehr zu den Wahlen an: Sie hatte sich selbst eine Altersbegrenzung von 30 Jahren auferlegt und keinen Nachwuchs mehr gefunden.